# Зёберсдорф
Зёберсдорф (фр. Zoebersdorf) — коммуна на северо-востоке Франции в регионе Гранд-Эст (бывший Эльзас — Шампань — Арденны — Лотарингия), департамент Нижний Рейн, округ Саверн, кантон Буксвиллер. До марта 2015 года коммуна административно входила в состав упразднённого кантона Ошфельден (округ Страсбур-Кампань).
Площадь коммуны — 1,85 км², население — 181 человек (2006) с тенденцией к стабилизации: 172 человека (2013), плотность населения — 93,0 чел/км².

## Население
Население коммуны в 2011 году составляло 173 человека, в 2012 году — 169 человек, а в 2013-м — 172 человека.
| 1962 | 1968 | 1975 | 1982 | 1990 | 1999 | 2006 | 2008 | 2011 | 2012 | 2013 |
| ---- | ---- | ---- | ---- | ---- | ---- | ---- | ---- | ---- | ---- | ---- |
| 156  | 164  | 181  | 152  | 152  | 168  | 181  | 184  | 173  | 169  | 172  |

Динамика населения:

## Экономика
В 2010 году из 114 человек трудоспособного возраста (от 15 до 64 лет) 94 были экономически активными, 20 — неактивными (показатель активности 82,5 %, в 1999 году — 69,2 %). Из 94 активных трудоспособных жителей работали 85 человек (44 мужчины и 41 женщина), 9 числились безработными (пятеро мужчин и четыре женщины). Среди 20 трудоспособных неактивных граждан 5 были учениками либо студентами, 9 — пенсионерами, а ещё 6 — были неактивны в силу других причин.